# 56e division école de fusiliers motorisés
Pour les articles homonymes, voir 56e division.
La 56e division école de fusiliers motorisés (russe : 56-я учебная мотострелковая дивизия) était une division d'infanterie motorisée de l'Armée soviétique. Elle est créée pendant la Seconde Guerre mondiale sous le nom de 56e division de fusiliers (russe : 56-я стрелковая дивизия).

## Historique

### Seconde Guerre mondiale
La division est créée le 26 septembre 1941[réf. souhaitée] à partir de la 7e division de milice de Léningrad, créée en juillet 1941 lors du siège de Léningrad. La division est rattachée à la 42e armée du front de Léningrad. La division combat autour de Léningrad et de Riga. Le 1er avril 1945, elle fait partie du 122e corps de fusiliers de la 42e armée. Elle reçoit le titre honorifique « de Pouchkine » pour son action dans la libération de cette ville puis l'ordre du Drapeau rouge le 20 février 1944.

### Guerre froide
En septembre, avec le 122e corps de fusiliers, la division est transférée dans le district militaire de Sibérie occidentale à Omsk. En 1946, elle est réduite en taille et devient la 20e brigade de fusiliers indépendante, rattachée au 18e corps de fusiliers de la Garde du district militaire de Sibérie. En octobre 1953, elle est réorganisée en 67e division mécanisée. Le 25 juin 1957, la division est à nouveau réorganisée, devenant la 67e division de fusiliers motorisés. Le 18e corps est bientôt dissous et la division directement subordonnée au quartier général du district.

### Unité d'entraînement
Le 24 mai 1962, la division devient une division école de fusiliers motorisés et, le 11 janvier 1965, elle est renumérotée 56e division école de fusiliers motorisés, reprenant son numéro de la Seconde Guerre mondiale. Le 27 mars 1967, elle reçoit le titre honorifique « de Léningrad » en reconnaissance de ses actions pendant la Seconde Guerre mondiale,. En 1987, la division est réorganisée en 465e centre de formation de district lorsque toutes les divisions écoles de l'armée soviétique sont devenues des centres de formation en 1987. Le 465e centre est dissous en août 1993.

## Composition
Pendant la Seconde Guerre mondiale, la 56e division de fusiliers comprend les 37e, 184e et 213e régiments de fusiliers, ainsi que le 113e régiment d'artillerie.
La 67e division mécanisée comprend les 142e, 208e et 219e régiments mécanisés, ainsi le 167e régiment de chars et d'automoteurs lourds et le 377e régiment de chars. Lors de la réorganisation de 1957, les régiments mécanisés deviennent respectivement les 445e, 208e et 448e régiments de fusiliers motorisés et le 167e régiment de chars est dissous.
Dans les années 1980, la division comprend le 208e régiment de fusiliers motorisés, le 309e régiment de fusiliers motorisés de la Garde, le 448e régiment de fusiliers motorisés, le 377e régiment de chars, le 246e régiment d'artillerie de la Garde et le 1132e régiment d'artillerie antiaérienne.